# Ierland op het Eurovisiesongfestival 2007

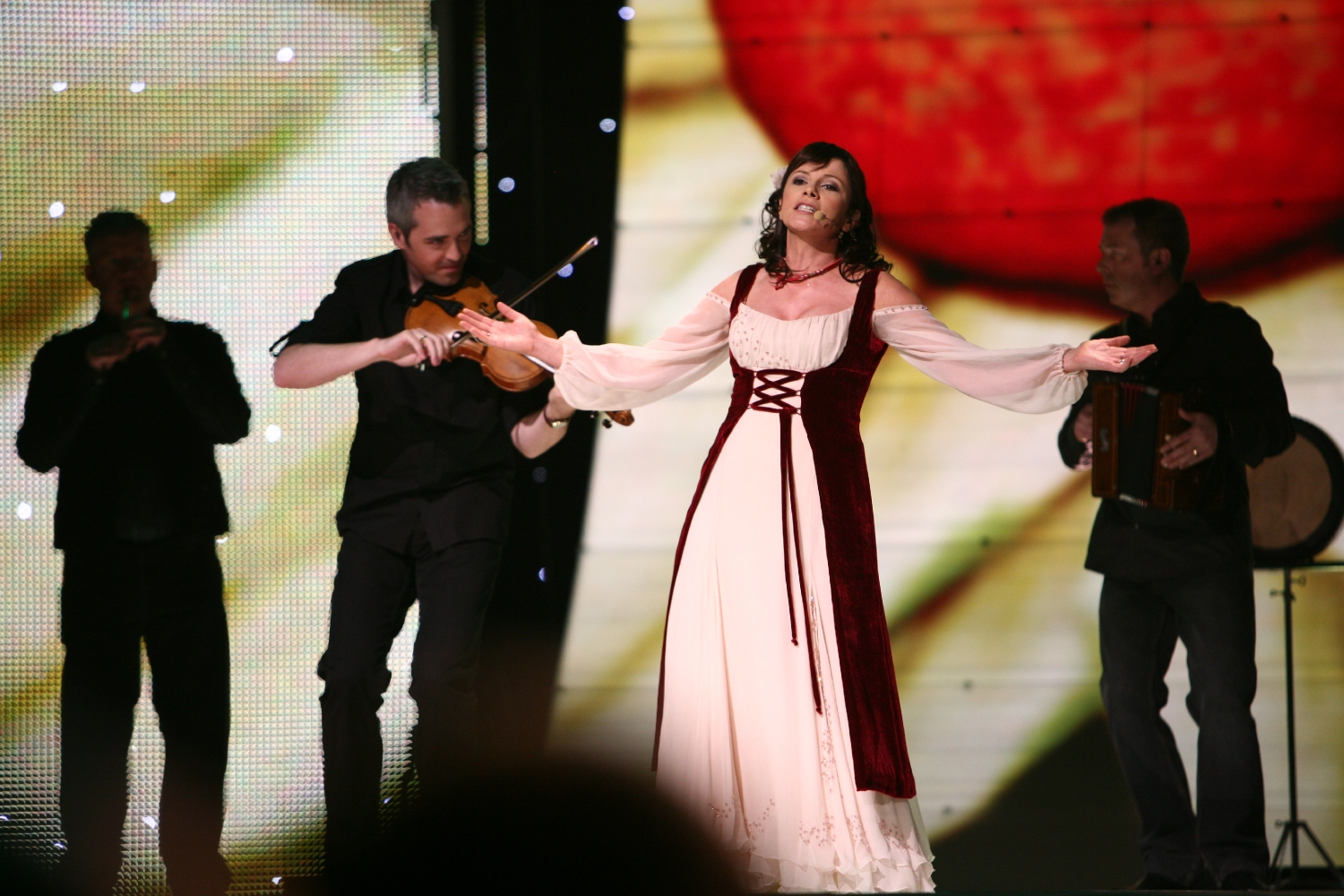
Dervish speelt They Can't Stop the Spring tijdens het Eurovisiesongfestival 2007

Ierland nam deel aan het Eurovisiesongfestival 2007 in Helsinki, Finland.
Het was de 39ste deelname van Ierland aan het festival.
De nationale omroep RTE was verantwoordelijk voor de bijdrage van Ierland voor 2007.

## Selectieprocedure
De Ierse nationale finale werd gehouden op 16 februari 2007 via het programma The Late Late Show in Dublin en werd uitgezonden door de RTÉ. Het programma werd gepresenteerd door Pat Kenny. De artiest werd wel reeds intern gekozen. Men koos voor de traditionele Ierse groep Dervish. Vier liedjes deden mee in de finale.
| Volgorde | Lied                         | Songwriter(s)                                        | Plaats |
| -------- | ---------------------------- | ---------------------------------------------------- | ------ |
| 1        | "The Thought of You"         | Matti Kallio                                         | 4      |
| 2        | "Walk With Me"               | Stigg Lindell                                        | 3      |
| 3        | "Until We Meet Again"        | Malachi Cush, Pam Sheyne, Martin Sutton, Don Mescall | 2      |
| 4        | "They Can't Stop the Spring" | John Waters, Tommy Moran                             | 1      |

## In Helsinki
In de finale in Finland moest Ierland aantreden als 4de, na Wit-Rusland en voor Finland. Aan het einde van de avond bleek dat Ierland 24ste en laatste was geworden met een score van 53 punten.
Nederland en België hadden geen punten over voor deze inzending.

### Gekregen punten

#### Finale
| 12 punten | 10 punten | 8 punten | 7 punten | 6 punten |
| --------- | --------- | -------- | -------- | -------- |
|           |           |          |          |          |
| 5 punten  | 4 punten  | 3 punten | 2 punten | 1 punt   |
| - Albanië |           |          |          |          |

### Punten gegeven door Ierland

#### Halve Finale
Punten gegeven in de halve finale:
| 12 punten | Letland     |
| 10 punten | Polen       |
| 8 punten  | Servië      |
| 7 punten  | Hongarije   |
| 6 punten  | Wit-Rusland |
| 5 punten  | Denemarken  |
| 4 punten  | Andorra     |
| 3 punten  | Estland     |
| 2 punten  | Moldavië    |
| 1 punt    | Slovenië    |

#### Finale
Punten gegeven in de finale:
| 12 punten | Litouwen            |
| 10 punten | Letland             |
| 8 punten  | Oekraïne            |
| 7 punten  | Verenigd Koninkrijk |
| 6 punten  | Rusland             |
| 5 punten  | Hongarije           |
| 4 punten  | Servië              |
| 3 punten  | Roemenië            |
| 2 punten  | Moldavië            |
| 1 punt    | Georgië             |

1965 · 1966 · 1967 · 1968 · 1969 · 1970 · 1971 · 1972 · 1973 · 1974 · 1975 · 1976 · 1977 · 1978 · 1979 · 1980 · 1981 · 1982 · 1983 · 1984 · 1985 · 1986 · 1987 · 1988 · 1989 · 1990 · 1991 · 1992 · 1993 · 1994 · 1995 · 1996 · 1997 · 1998 · 1999 · 2000 · 2001 · 2002 · 2003 · 2004 · 2005 · 2006 · 2007 · 2008 · 2009 · 2010 · 2011 · 2012 · 2013 · 2014 · 2015 · 2016 · 2017 · 2018 · 2019 · 2020 · 2021 · 2022 · 2023 · 2024 · 2025